# Wielichowo (gemeente)
Wielichowo is een stad- en landgemeente in het Poolse woiwodschap Groot-Polen, in powiat Grodziski (Groot-Polen). 
De zetel van de gemeente is gevestigd in Wielichowo. Op 30 juni 2004 telde de gemeente 6884 inwoners.

## Oppervlakte
In 2002 bedroeg de totale oppervlakte van gemeente Wielichowo 107,43 km², waarvan:
- agrarisch gebied: 78%
- bossen: 14%

De gemeente beslaat 16,69% van de totale oppervlakte van de powiat.

## Demografie
Stand op 30 juni 2004:
| Omschrijving                   | Totaal | Totaal | Vrouwen | Vrouwen | Mannen | Mannen |
| ------------------------------ | ------ | ------ | ------- | ------- | ------ | ------ |
| eenheid                        | aantal | %      | aantal  | %       | aantal | %      |
| inwoners                       | 6884   | 100    | 3464    | 50,3    | 3420   | 49,7   |
| bevolkingsdichtheid (inw./km²) | 64,1   | 64,1   | 32,2    | 32,2    | 31,8   | 31,8   |

In 2002 bedroeg het gemiddelde inkomen per inwoner 1249,28 zł.

## Administratieve plaatsen (sołectwo)
Augustowo, Celinki, Dębsko, Gradowice, Łubnica, Piotrowo Wielkie, Prochy, Pruszkowo, Reńsko, Śniaty, Trzcinica, Wielichowo-Wieś, Wilkowo Polskie, Zielęcin, Ziemin

## Overige plaatsen
Borek, Helenopol, Mokrzec, Pawłówko.

## Aangrenzende gemeenten
Kamieniec, Przemęt, Rakoniewice, Śmigiel